# Serafino Dubois

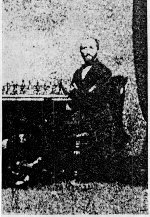
Serafino Dubois aan een schaakbord.

Serafino Dubois (Rome, 22 maart 1817 - aldaar, 15 januari 1899) was een Italiaans schaker. Hij wordt beschouwd als een van de beste Italiaanse schakers van de 19e eeuw.

## Biografie
In de periode 1845-1846 speelde Serafino Dubois twee vriendschappelijke wedstrijden tegen Marmaduke Wyvill. Beiden wonnen hierbij één wedstrijd. Later won hij ook wedstrijden tegen onder andere Jules Arnous de Rivière, Wincenty Budzyński en Vitzhum von Eckstaedt. Bij het schaaktoernooi van Londen van 1862 eindigde hij samen met George MacDonnell op een gedeelde vierde plaats. Hij kreeg echter de vijfde prijs omdat hij meer wedstrijden door forfait van de tegenstander had gewonnen dan MacDonnell. Later dat jaar zou Dubois een wedstrijd verliezen tegen Wilhelm Steinitz, die zesde was geëindigd op het toernooi.
Tussen 1868 en 1873 zou hij een driedelig handboek schrijven over openingszetten in het schaken. Dit boek werd gepresenteerd tijdens het eerste nationaal schaaktoernooi in Italië in 1875.